# Eurocard

Eurocard-Logo

Eurocard ist eine zum Unternehmen Mastercard gehörige, 2003 eingestellte Dachmarke für Kreditkarten.
Sie wurde erstmals 1964 von einem Mitglied der schwedischen Bankiersdynastie Wallenberg eingeführt. Bereits 1965 wurde Eurocard International S. A. mit Sitz in Brüssel als Kreditkartenorganisation mehrerer europäischer Banken gegründet und die Eurocard damit ein internationales Zahlungsmittel, das die seinerzeit einzige Alternative zum bis dahin rein US-amerikanischen Angebot, insbesondere American Express, darstellte.
1968 beschlossen Eurocard International und die US-Kreditkartengesellschaft Mastercard International eine strategische Allianz, durch die die Eurocard zum weltweit anerkannten Zahlungsmittel wurde. 1992 kam in der Schweiz die Postcard Eurocard auf den Markt. Bis 1999 hatte Eurocard allein in Deutschland 8,8 Millionen Karten ausgegeben.
Die Marke Eurocard wurde im Jahr 2003 als Dachmarke für Kreditkarten zugunsten von Mastercard aufgegeben. In Skandinavien existiert Eurocard allerdings als Marke für Mastercard-Kreditkarten weiter.